# Parti républicain maghrébin
Le Parti républicain maghrébin (الحزب الجمهوري المغاربي) ou PRM est un parti politique tunisien.
Il a obtenu son visa de légalisation le 22 mars 2011 sous l'appellation de Parti libéral maghrébin (الحزب الليبرالي المغاربي) avant de changer de nom le 13 avril 2012. Il est un parti de centre droit républicain et social.
Son fondateur, Mohamed Bouebdelli, est à la tête de l'université libre de Tunis.

## Bureau exécutif
- Président : Mohamed Bouebdelli ;
- Vice-présidente : Ibtissem Nsiri Mezouar ;
- Secrétaire général : Nazih Zghal ;
- Trésorier : Karim Bouebdelli ;
- Porte-parole : Karim Chair ;
- Secrétaires généraux adjoints : Wael Derouich, Jamel Zaibi et Walid Snani.

## Résultats électoraux
| Année   | Voix   | %      | Rang | Sièges  | Gouvernements |
| ------- | ------ | ------ | ---- | ------- | ------------- |
| 2011 AC | 19 201 | 0,47 % | 14e  | 1 / 217 | Opposition    |